# A. Le Coq Arena
A. Le Coq Arena (được gọi là Sân vận động Lilleküla trước khi tài trợ và là Lilleküla Arena trong các giải đấu của UEFA) là một sân vận động bóng đá ở Tallinn, Estonia. Đây là sân nhà của câu lạc bộ bóng đá Flora và đội tuyển bóng đá quốc gia Estonia. Với sức chứa 14.336 chỗ ngồi, đây là sân vận động bóng đá lớn nhất Estonia.

## Lịch sử

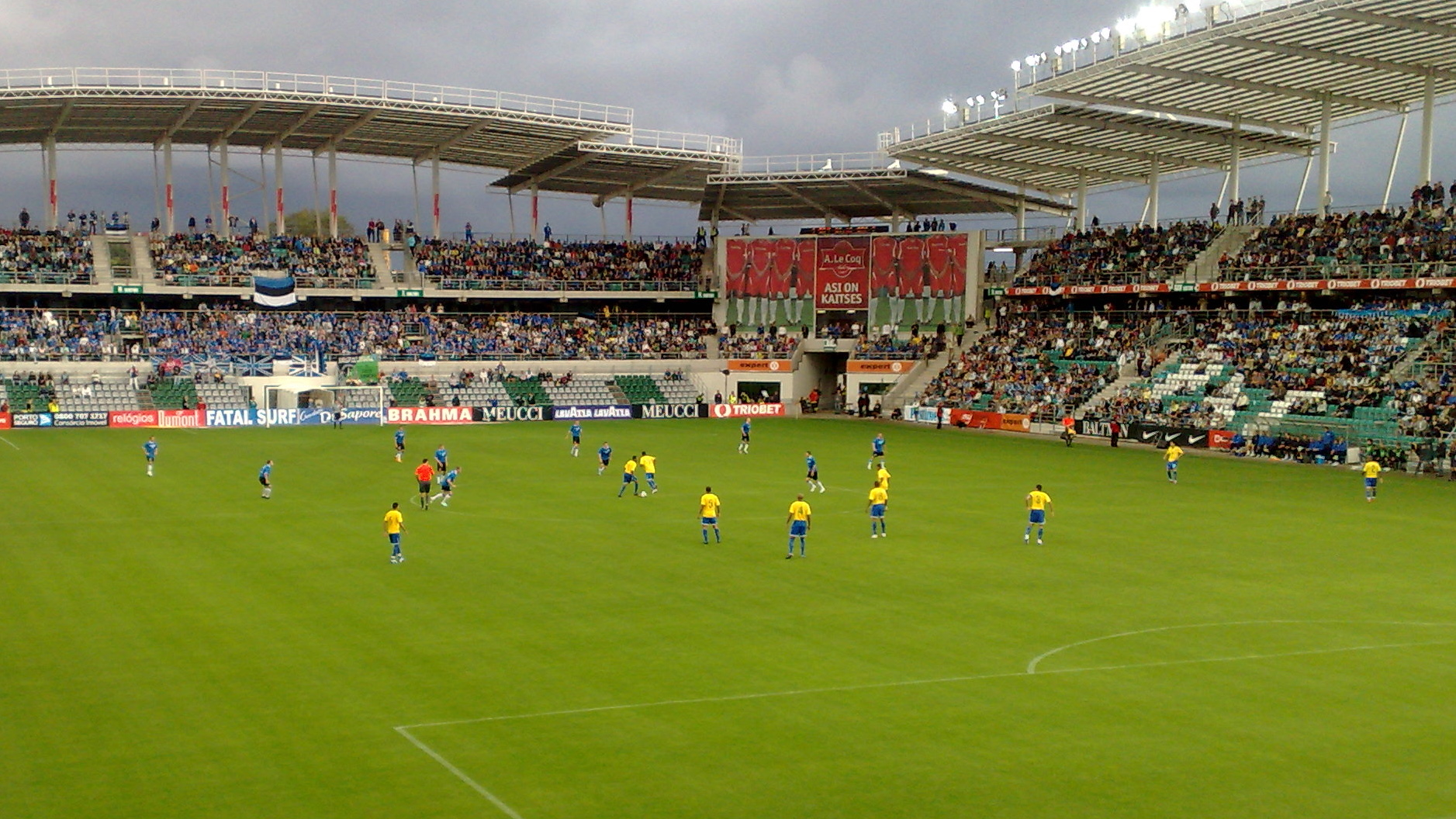
A. Le Coq Arena trong trận đấu giao hữu giữa Estonia và Brasil vào năm 2009

Vào tháng 7 năm 1998, Flora đã nộp đơn đăng ký lên Hội đồng Thành phố Tallinn, yêu cầu cho phép xây dựng một sân vận động mới trên khu đất hoang giữa các tuyến đường sắt ở Kitseküla, gần biên giới với quận láng giềng Lilleküla. Nhận được sự chấp thuận của hội đồng, Flora đã ký hợp đồng thuê 99 năm đối với bất động sản và xây dựng bắt đầu vào tháng 10 năm 2000. Sân vận động được thiết kế bởi Haldo Oravas.
Sân vận động được chính thức khánh thành vào ngày 2 tháng 6 năm 2001, với trận đấu vòng loại World Cup 2002 giữa Estonia và Hà Lan. Trận đấu đã chứng kiến Andres Oper của Estonia trở thành cầu thủ đầu tiên ghi bàn tại sân vận động mới khi anh ghi bàn ở phút 65, với kết quả toàn bộ trận đấu là thua 2–4.
Vào tháng 1 năm 2002, A. Le Coq đã mua quyền đặt tên cho sân vận động và sân vận động Lilleküla được đổi tên thành A. Le Coq Arena.

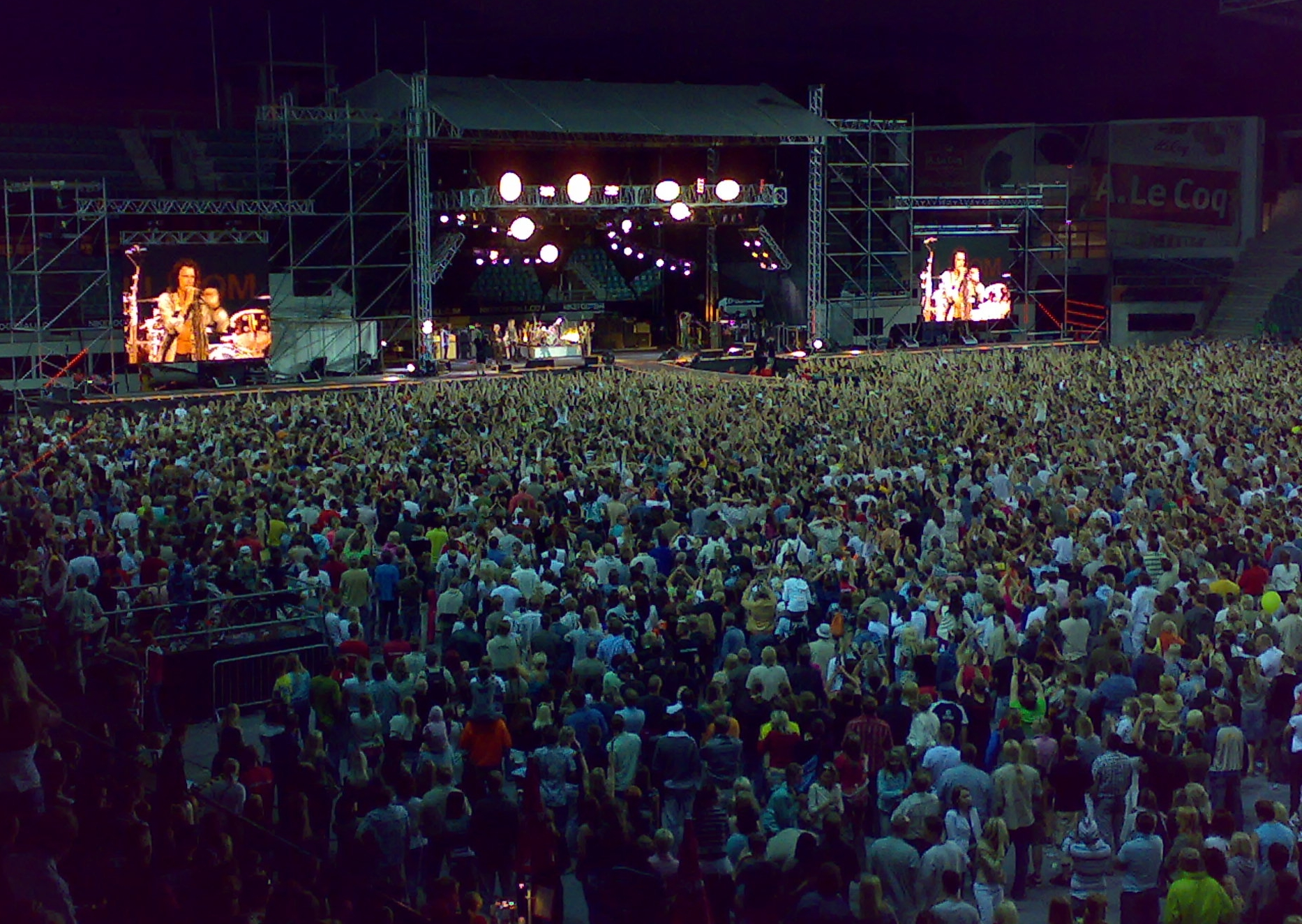
Buổi hòa nhạc của Aerosmith được tổ chức tại A. Le Coq Arena năm 2007

Ngoài bóng đá và các sự kiện thể thao khác, một số buổi hòa nhạc đã được tổ chức tại A. Le Coq Arena. Lenny Kravitz biểu diễn năm 2005 và Aerosmith năm 2007.
Trong Giải vô địch bóng đá U-19 châu Âu 2012, sân vận động đã tổ chức 6 trên 15 trận đấu, bao gồm cả trận chung kết.
Vào năm 2012, Flora đã hoàn thành quyền sở hữu chuyển nhượng của Khu liên hợp bóng đá Lilleküla, bao gồm A. Le Coq Arena, cho Hiệp hội bóng đá Estonia.

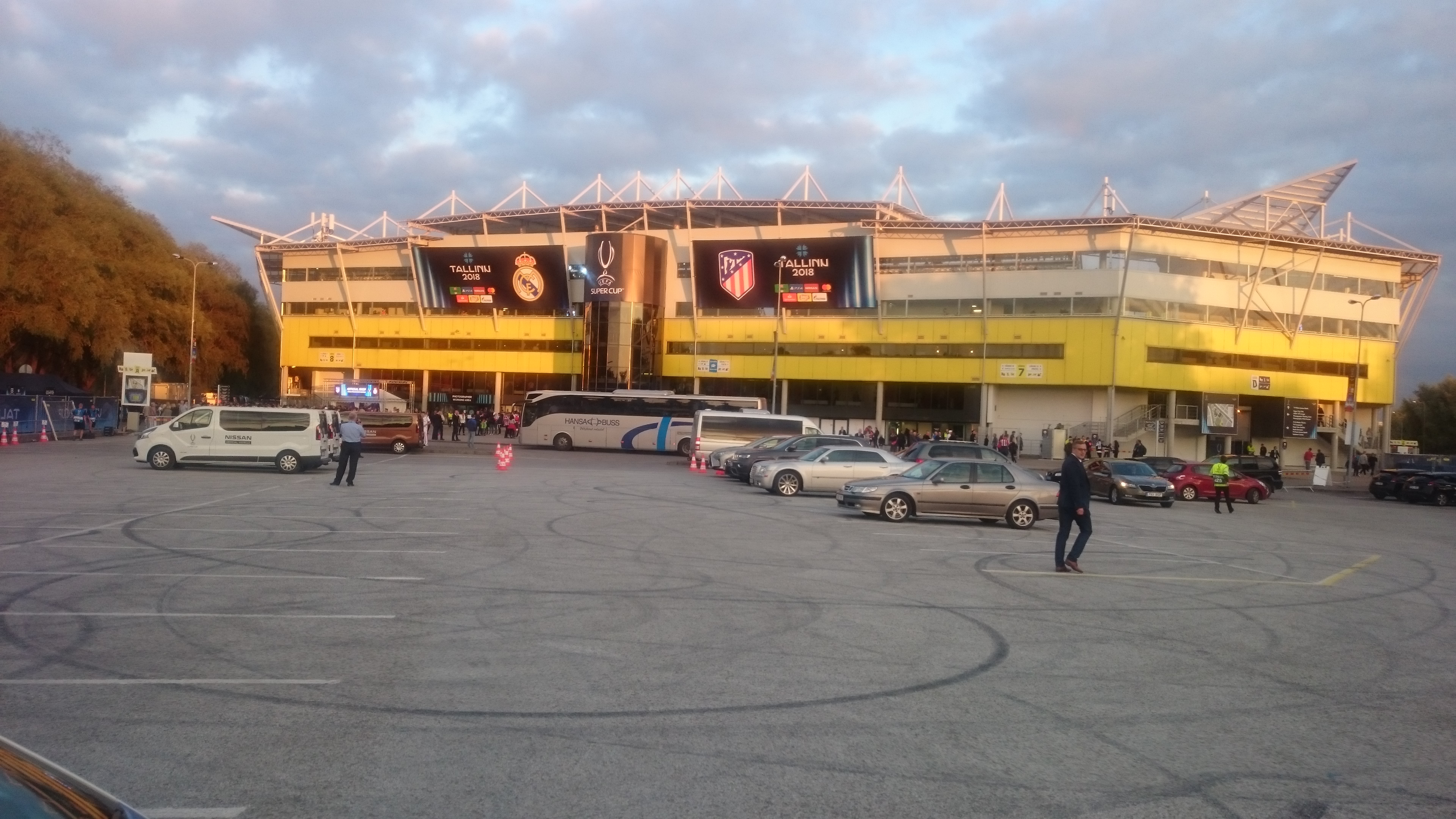
A. Le Coq Arena đã tổ chức trận tranh Siêu cúp châu Âu 2018 giữa Real Madrid và Atlético Madrid

Vào tháng 9 năm 2016, đã có thông báo rằng sân vận động sẽ tổ chức Siêu cúp châu Âu 2018. Để chuẩn bị cho trận đấu, sức chứa của sân vận động đã tăng từ 10.000 chỗ ngồi lên 15.000 chỗ ngồi. Trận đấu Siêu cúp châu Âu 2018 giữa nhà vô địch UEFA Champions League 2017-18 Real Madrid và nhà vô địch UEFA Europa League 2017-18 Atlético Madrid đã được tổ chức vào ngày 15 tháng 8 năm 2018, với Atlético Madrid giành chiến thắng 4–2 trong hiệp phụ.

## Khu liên hợp bóng đá Lilleküla
A. Le Coq Arena là trung tâm của Khu liên hợp bóng đá Lilleküla, cũng bao gồm hai sân cỏ, hai sân cỏ nhân tạo và một hội trường trong nhà.